# Манжетка жёстковолосистостебельная
Манже́тка жёстковолосистосте́бельная, или Манжетка шершавосте́бельная, или Манжетка волосистосте́бельная (лат. Alchemilla hirsuticaulis) — вид двудольных растений рода Манжетка (Alchemilla) семейства Розовые (Rosaceae). Впервые описана финским ботаником Харальдом Линдбергом в 1904 году.

## Распространение
Известна из Финляндии, Польши, России (от европейской части до Западной Сибири; на Дальнем Востоке — заносное растение), Беларуси, Эстонии, Литвы, Латвии и Украины.
Встречается на лугах и пастбищах.

## Ботаническое описание
Многолетнее травянистое растение.
Прикорневые листья с обеих сторон густоволосистые, почковидной или почти округлой формы.
Цветки мелкие, жёлто-зелёного цвета, собраны в плотное соцветие-клубочек.
Плод — орешек.

## Значение
В Финляндии и Швеции считается инвазивным видом.

## Природоохранная ситуация
Занесена в Красную книгу Саратовской области России. В этом регионе считается редким видом, исчезающим вследствие высыхания лугов, выпаса скота и хозяйственной деятельности. Охраняется на территории природного парка «Моховое болото» (Новобурасский район), выращивается в ботаническом саду Саратовского государственного университета.

## Синонимы
Синонимичные названия:
- Alchemilla fennica Buser ex H.Lindb.
- Alchemilla hybrida subsp. hirsuticaulis (H.Lindb.) Hiitonen